# Waldershof
Waldershof település Németországban, azon belül Bajorországban. Lakosainak száma 4233 fő (2023. december 31.). Waldershof Pechbrunn, Fuchsmühl, Friedenfels, Erbendorf, Pullenreuth, Neusorg, Ebnath, Tröstauer Forst-Ost, Marktredwitz és Nagel (Fichtelgebirge) községekkel határos.

## Népesség
A település népessége az elmúlt években az alábbi módon változott:
| Lakosok száma | 1097 | 2352 | 3492 | 4300 | 4321 | 4298 | 4264 | 4297 | 4204 | 4233 |
|               | 1875 | 1950 | 1975 | 1987 | 2012 | 2014 | 2016 | 2017 | 2021 | 2023 |